# Mauricio Chajtur
Mauricio Chajtur Molina (Portachuelo, 7 de octubre de 1996) es un futbolista boliviano. Juega como delantero en Independiente Petrolero de la Primera División de Bolivia.

## Trayectoria

### La Paz Fútbol Club
Debutó en el primer equipo de La Paz Fútbol Club en 2012 con tan solo 15 años. El técnico por ese entonces, Óscar Sanz, lo hizo debutar en el empate 2-2 frente a Guabirá.

## Clubes
| Club                    | País    | Año               |
| ----------------------- | ------- | ----------------- |
| La Paz FC               | Bolivia | 2011 - 2012       |
| Deportivo Canario       | Bolivia | 2013 - 2014       |
| El Torno FC             | Bolivia | 2015 - 2016       |
| Guabirá                 | Bolivia | 2016 - 2020       |
| Real Tomayapo           | Bolivia | 2022              |
| Nacional Potosí         | Bolivia | 2023              |
| Guabirá                 | Bolivia | 2023 - 2024       |
| Ciudad Nueva Santa Cruz | Bolivia | 2024              |
| Independiente Petrolero | Bolivia | 2025 - Actualidad |